# Жванецкий, Михаил Михайлович
Михаил Маньевич (Миха́йлович) Жване́цкий (6 марта 1934, Одесса, Украинская ССР, СССР — 6 ноября 2020, Москва, Россия) — русский советский и российский писатель-сатирик, исполнитель собственных литературных произведений, киносценарист, телеведущий, актёр; народный артист Российской Федерации (2012), народный артист Украины (1999).
В 1988—2020 годах был художественным руководителем Московского театра миниатюр, а в 1990—2020 годах был президентом Всемирного клуба одесситов.

## Биография

### Ранние годы
Родился 6 марта 1934 года в Одессе в еврейской семье. Отец — Мань Мошкович (Эммануил Моисеевич) Жванецкий (1892, Дмитрашковка — 1957, Отрада), врач; мать — Раиса Яковлевна Жванецкая (1907—1991), экономист на сахарном заводе. Михаил Жванецкий рос в Томашполе, где отец работал хирургом и главврачом районной больницы, а мать — стоматологом. С началом Великой Отечественной войны отец был призван в армию в качестве военврача 3 ранга, затем — 2 ранга, служил врачом 258-го медико-санитарного батальона 169-й стрелковой дивизии, затем — хирургом во фронтовом госпитале на Юго-Западном фронте и главврачом в эвакогоспитале; награждён орденом Красной Звезды (1942).
В школу Михаил Жванецкий пошёл в Ташкенте, куда был эвакуирован с матерью в 1941 году. Семья вернулась в Одессу из эвакуации после освобождения города в 1945 году и поселилась на Комсомольской улице, дом № 133, кв. 16. Окончил 118-ю среднюю школу для мальчиков.
В 1956 году окончил ОИИМФ — Одесский институт инженеров морского флота по специальности «Инженер-механик подъёмно-транспортного оборудования портов». Во время учёбы был комсоргом факультета механизации портов, также в студенческие годы занимался спортивной гимнастикой, имел второй разряд, выступал на соревнованиях. После окончания ОИИМФа работал в Одесском порту вместе с Виктором Ильченко: Жванецкий — механиком по кранам, а Ильченко — механиком по автопогрузчикам.

### Творческая деятельность
В студенческие годы участвовал в самодеятельности, начал писать миниатюры и монологи, которые часто сам и исполнял в студенческом театре «Парнас-2», где выступали также его друзья Роман Кац (Карцев) и Виктор Ильченко. Название придумал сам Жванецкий по аналогии с горой в Греции, где, согласно мифам, обитали Музы. Его друг Роман Карцев, который работал с 1962 года в Ленинградском театре миниатюр у Аркадия Райкина, однажды на шефском концерте успешно выступил с монологом Жванецкого. Аркадий Райкин услышал монолог и вставил этот монолог в программу театра. До этого Жванецкий ездил к Райкину в Ленинград, но привозил от Райкина только автографы, а в 1964 году Райкин пригласил Жванецкого в свой театр на должность заведующего литературной частью.
Вместе со Жванецким Райкин поставил в 1969 году программу «Светофор», в которой впервые прозвучали миниатюры Жванецкого «Авас», «Дефицит», «Век техники».
Со временем Жванецкий, будучи автором многих текстов, с которыми выступал Райкин, стал давать собственные концерты. Райкин не принял такую самостоятельность и в 1970 году уволил Жванецкого. Вслед за ним ушли и Карцев с Ильченко. Они создали свой Одесский театр миниатюр, который выпустил три программы: «Как пройти на Дерибасовскую», «Встретились и разбежались», «Искренне ваш».
В 1970 году Карцев и Ильченко стали лауреатами четвёртого Всесоюзного конкурса артистов эстрады с миниатюрами Жванецкого.
С 1974 года Жванецкий писал тексты для артистов Ленинградской гастрольно-концертной организации «Ленконцерт». Спектакль по его произведению «Концерт для…» входил в репертуар Ленинградского театра комедии (ныне — Санкт-Петербургский театр комедии имени Н. П. Акимова).
Также выступал и сам в Одесской филармонии, с 1979 года в Московском театре «Эрмитаж», где приобрёл популярность.
Для Романа Карцева и Виктора Ильченко написал более трёхсот миниатюр и монологов.
В 1988 году стал художественным руководителем Московского театра миниатюр.
В ночь с 6 ноября на 7 ноября 1990 года открыл Всемирный клуб одесситов, девиз клуба: «Одесситы всех стран, соединяйтесь!».
Являлся художественным руководителем созданного им Московского театра миниатюр в структуре Москонцерта. В 1991 году снялся камео в эпизоде фильма «Гений».
Жванецкий был одним из наиболее популярных писателей-сатириков и великим мастером иронии. Он выступал с сольными спектаклями и концертными программами по собственным произведениям. Его творчество включает в себя фельетоны, репризы, миниатюры, монологи. Его тексты со сцены также читали Сергей Юрский, Любовь Полищук и другие артисты.
В 1984—1987 годы режиссёр Ефим Гамбург выпустил четыре серии рисованного мультипликационного фильма «Контакты… конфликты…» по произведениям Михаила Жванецкого (он озвучил все выпуски).
В 1990-е годы выходил иронический журнал «Магазин Жванецкого», в котором публиковались произведения сатирика, а также Аркадия Арканова, Юрия Роста, Юнны Мориц и других авторов. Главным редактором был Игорь Иртеньев.
С декабря 2000 по июль 2001 года в паре с поэтом Вадимом Жуком принимал участие в программе «Простые вещи» на РТР. С апреля 2002 по декабрь 2019 года являлся постоянным ведущим ежемесячной телепередачи «Дежурный по стране», оригинального формата на канале «Россия-1» (производство телекомпании АТВ), где его соведущим стал Андрей Максимов. В 2018 году у звезды юмористической передачи появился новый соведущий. В паре со Жванецким стал работать Алексей Бегак. Но год спустя телепередачу пришлось закрыть из-за состояния здоровья сатирика.
В 2001 году в издательстве «Время» вышло собрание произведений Жванецкого в четырёх томах. Через пять лет был выпущен пятый том под названием «XXI век». Также книги автора печатались в «Махаоне» и «Эксмо».
Неотъемлемым атрибутом образа артиста был старый потертый портфель, в котором когда-то носил истории болезней пациентов его отец. Этому портфелю даже установили памятник в Ялте, он отлит из бронзы и украшен афоризмами Михаила Жванецкого.

### Болезнь и смерть
2 декабря 2019 года закрыл передачу «Дежурный по стране»; как позже оказалось, это было связано с болезнью.
В октябре 2020 года его директор Олег Сташкевич сообщил, что Жванецкий принял решение закончить концертную деятельность по состоянию здоровья.
Скончался в реанимации 6 ноября 2020 года в Москве в возрасте 86 лет. Причинами смерти, по словам его директора и литературного секретаря Олега Сташкевича, стали возраст и болезни.
Соболезнования по поводу смерти автора выразили знаменитые юмористы, артисты эстрады и политики. Не остались равнодушны певица Алла Пугачёва и президент Владимир Путин, назвавший афоризмы Жванецкого символом эпохи.
Похоронен с воинскими почестями 9 ноября на Новодевичьем кладбище, рядом с могилами народных артистов СССР Галины Волчек и Марка Захарова.
Церемония прощания, ввиду пандемии COVID-19, прошла в закрытом режиме.
Через год после смерти, 6 ноября 2021 года, на могиле писателя был открыт памятник (скульптор — академик РАХ Владимир Борисович Соскиев).
В Санкт-Петербурге жил в доме 19 по ул. Стойкости.

## Личная жизнь
- Первая жена — Лариса, математик[50][51].
- Вторая жена (незарегистрированный брак) — Надежда Михайловна Гайдук (род. 1948), художник[51][52][53].
  - Дочь — Елизавета Михайловна Гайдук (род. 1978), актриса[54][55].
- Третья жена (незарегистрированный брак) — Венера Умарова, химик[50][56].
  - Сын — Максим Михайлович Жванецкий.
- Четвёртая жена — (фактически с 1990 года, в браке с 2010 года[57]) — Наталья Валерьевна[58] Жванецкая[54] (урождённая Сурова; род. 1966), домохозяйка, секретарь мужа[57].
  - Сын — Дмитрий Михайлович Жванецкий (род. 1995), бизнесмен[59].
- Внебрачные дети.
  - Дочь — Ольга (род. 1976), журналист[54][60].
  - Сын — Андрей Рывкин (англ. Andrew Ryvkin, род. 1983), американский журналист, сценарист (соавтор сценариев фильма «Духless 2», сериала «Лондонград». Его мать — Регина Рывкина (?—2013)[61][62][63].
  - Сын — Григорий. Его мать — Инна, домработница Жванецкого (по словам Татьяны Ильченко, вдовы Виктора Ильченко)[50].

Жванецкий восхищался творчеством Антона Чехова и Джерома Сэлинджера, музыкой Голливуда 1940-х годов и группой ABBA, увлекался игрой в волейбол.

## Общественная позиция
В апреле 1993 года, во время политического кризиса в России поддержал президента РФ Бориса Ельцина в его противостоянии с Верховным Советом, приняв участие в пропрезидентской кампании «Да—да—нет—да», приуроченной к референдуму 25 апреля 1993 года.
В 1996 году был среди деятелей культуры и науки, призвавших российские власти остановить войну в Чечне и перейти к переговорному процессу.
Осенью 2008 года Жванецкий, вместе с Андреем Битовым, Юрием Манном, Инной Чуриковой, Марком Захаровым и другими деятелями науки и культуры подписал письмо-обращение к депутатам Госдумы с предложением вновь перенести памятник Гоголю на Гоголевский бульвар. В октябре того же года подписал открытое письмо-обращение в защиту и поддержку освобождения юриста нефтяной компании ЮКОС Светланы Бахминой.
В июне 2012 года вместе с рядом других российских деятелей культуры подписал открытое письмо в защиту панк-группы Pussy Riot.
В июне 2015 года на церемонии вручения премии «ТЭФИ — 2015» выступил с монологом «Девушка и дедушка», высмеивающим болевые точки современного российского ТВ. По задумке автора, в ней рассказывалось о том, как молодая сотрудница телеканала учила шутить матёрого писателя-сатирика: «Это телевидение, это не для умных, дед. Для рейтинга в лоб надо. Дома будешь намекать бабке своей, а с экрана — репризой в дых!». Монолог вызвал неодобрительную реакцию со стороны присутствовавших в зале во время вручения наград деятелей современного российского ТВ, поэтому автор его даже не дочитал до конца. В итоге номер не попал в запись телеверсии трансляции с премии на телеканале «РЕН ТВ», но привлёк внимание со стороны разных российских журналистов и СМИ.
Летом 2015 года Министерство культуры Украины включило сатирика в «белый список» артистов, которые поддерживают территориальную целостность страны и выступают против оккупации Донбасса со стороны России. Сам Жванецкий прокомментировал это так: «Моя публика, концерты — у меня же в основном вся работа в России. Я должен всё это обдумать. Я всё время как-то так занимаюсь своим делом, а меня так или иначе втягивают в политику».
В апреле 2025 года украинский институт национальной памяти признал имя одессита Михаила Жванецкого и объекты, связанные с ним, символикой «российской имперской политики». Заключение экспертной комиссии опубликовано на сайте ведомства. По словам экспертов УИНП, его творчество не связано с развитием украинской культуры.

## Творчество

### Книги
- 1980 — «Встречи на улицах»
- 1987 — «Год за два»
- 1993 — «Моя Одесса»
- 2001 — «Собрание произведений» в пяти томах («Время»; переиздания — 2006, 2009)
- 2004 — «Мой портфель» («Махаон-Украина»)
- 2007 — «Одесские дачи» («Время»)
- 2008 — «Тщательней…» («Время»)
- 2008 — «Избранное» («Эксмо»; переиздания — 2010, 2011)
- 2010 — «Не продолжай короткое» («Время»)
- 2011 — «Жаркое лето» («Время»)
- 2014 — «Южное лето (читать на Севере)» («Эксмо»)
- 2018 — «Солнце. Море. Аркадия» («Основы»)
- 2021 — «Куда ведут наши следы». — М., «Эксмо». — 416 с. — ISBN 978-5-04-116127-9. — 3000 экз.

### Книги о Жванецком
- 2001 — Роман Карцев — Малой, Сухой и Писатель. — М.: Вагриус, 208 с.

#### Аудиокниги
- 2008 — «Шлягеры» («Время»)
- 2008 — «Концерт № 2» («Время»)
- 2008 — «Одесские дачи» («Время»)

### Спектакли
- 1987 — «Птичий полёт»
- 1988 — «Избранное»
- 1989 — «Политическое кабаре»
- 1994 — «Моя Одесса»
- 1999 — «Престарелый сорванец»

### Сценарист
- 1965—1990 — «Фитиль»
- 1974—1975 — «Люди и манекены»
- 1985—1987 — «Контакты… Конфликты…»
- 1989 — «Как шутят в Одессе»
- 2019 — «Одесский пароход»

### Экранизации
- 1975 — телефильм «Миниатюры. М. Жванецкий». Режиссёры — Роман Карцев, Виктор Ильченко.
- 1984—1987 — сериал «Контакты… конфликты…» (автор сценария и закадровый голос). Режиссёр — Ефим Гамбург.
- 1985 — телеспектакль «Золотая рыбка». Режиссёр — Марк Розовский.
- 2019 — телефильм «Одесский пароход»[82][83][84][85] (роль Автора). Режиссёр — Сергей Урсуляк.

### Дискография
- Профиль на сайте Discogs.com
- 1977 — «Что случилось?» (совместно с Романом Карцевым и Виктором Ильченко; «Мелодия», винил)
- 1978 — «Юмористические песни и рассказы» (совместно с Романом Карцевым и Виктором Ильченко; «Мелодия», винил)
- 1986 — «Монологи»; «Мелодия», винил)
- 1987 — «Дискотека смеха» (совместно с Романом Карцевым и Виктором Ильченко; «Мелодия», винил)

## Признание
- 1970 — лауреат VI Всесоюзного конкурса артистов эстрады (совместно с Виктором Ильченко и Романом Карцевым)[86].
- 1978—1991 — член Союза писателей СССР.
- 1986 — лауреат премии «Золотой телёнок».
- 1990—2020 — президент Всемирного клуба одесситов[87].
- 1993 — лауреат премии «Триумф».
- 28 февраля 1994 — Орден Дружбы народов — за заслуги в области эстрадного искусства[88]
- 1994 — лауреат Кубка Аркадия Райкина.
- 27 февраля 1997[89] — Почётный гражданин Одессы[86][90].
- 8 сентября 1999 — Народный артист Украины — за весомый личный вклад в развитие эстрадного искусства, высокое исполнительское мастерство[91].
- 24 сентября 2001 — Заслуженный деятель искусств Российской Федерации — за заслуги в области искусства[92].
- 16 января 2002 — Заслуженный деятель искусств Автономной Республики Крым — за большой личный вклад в развитие многонациональной культуры и искусства Украины и России, высокое профессиональное мастерство писателя-сатирика, артиста разговорного жанра и многолетний добросовестный труд[90][93].
- 30 января 2002 — лауреат Премии Президента Российской Федерации в области литературы и искусства 2001 года[94].
- 2006 — лауреат премии «ТЭФИ» в категории «Профессии» в номинации «Развлекательная программа: юмор» (программа Михаила Жванецкого «Дежурный по стране»)[86].
- 6 марта 2009 — Орден «За заслуги перед Отечеством» IV степени — за большой вклад в развитие литературы и эстрадного искусства[95].
- 21 марта 2012 — Народный артист Российской Федерации — за большие заслуги в области кинематографического, музыкального, театрального, хореографического и циркового искусства[96].
- 28 ноября 2013 — Юбилейный нагрудный знак Московской областной Думы «20 лет Московской областной Думе»[97].
- 27 февраля 2019 — Орден «За заслуги перед Отечеством» III степени — за большой вклад в развитие отечественной культуры и искусства, многолетнюю плодотворную деятельность[98].

## Память
- 1997 — астероид главного пояса (5931) Жванецкий[99].
- 1998 — памятник «Ты одессит, Миша…», Одесса, двор Одесского литературного музея. Скульптор — Владимир Трасков[100][101][102].
- 2004 — памятник «Портфель Жванецкого», Ялта, Аллея юмора. Скульптор — Игорь Лысенко.
- 2009 — бульвар Михаила Жванецкого (бывший Комсомольский бульвар) в Одессе, также на бульваре поставили железные таблички с цитатами Жванецкого, которые исчезли в 2018 году[103][104][105][106][107]. В  2024 году переименован властями Одессы в бульвар военно-морских сил[108].
- 2014 — именная звезда, а также капсула времени с письмом Жванецкого, Одесса, Аллея звёзд[109][110].
- 2015 — коньяк «Жванецкий» (Одесский коньячный завод)[111]
- 2016 — обложка альбома «Развлечение» рок-группы Валентин Стрыкало.
- 2018 — мурал с изображением Михаила Жванецкого и Остапа Бендера (Одесса, переулок Маяковского)[112].
- 2018 — скульптура «Кот Жванецкого Моррис», Одесса, Всемирный клуб одесситов. Скульптор — Татьяна Штыкало[113][114].
- 7 ноября 2020 года был объявлен днём траура в Одессе из-за смерти Михаила Жванецкого, были приспущены флаги с траурными лентами на зданиях города[115].
- 30 июня 2023 — Музей-квартира, Москва, 1-я Тверская-Ямская, 16/23с1.
- 13 февраля 2024 — памятник Жванецкому в Ростове-на-Дону на Пушкинской улице[116][117].
- 6 марта 2024 — мемориальная доска на доме в Москве (ул. Лесная 4, стр. 1), в котором жил писатель. Скульптор — Владимир Соскиев[118].

## Документальные фильмы
- 1987 — «Вас приглашает Михаил Жванецкий».
- 1994 — «Жванецкий. Наедине с собой» (режиссёр — Александра Ливанская).
- 1998 — «Весь Жванецкий» (режиссёр — Леонид Парфёнов).
- 2014 — «Жванецкий. Одиссея одессита» (режиссёр — Оксана Струтинская).
- 2014 — «Шутки шутками, а Жванецкому — 80!» (режиссёр — Анна Гуляева).
- 2019 — «Михаил Жванецкий. Вам помочь или не мешать?» (к 85-летию) (режиссёр — Анна Гуляева).
- 2024 — «Жванецкий» (режиссер — Вадим Плохотников)[119]